# تاكسي تحت الطلب (مسلسل)
تاكسي تحت الطلب مسلسل كويتي تم عرضه لأول مرة حصريا على تلفزيون الكويت الذي قام بإنتاجه في 2007 ومن ثم عرض على قنوات أخرى.

## قصة المسلسل
قصة المسلسل تتحدث عن الموظف ناصر الذي تراكمت عليه الديون لهذا السبب قام بشراء تكسي لصرف على عائلته لكنه يقع بالمتاعب بسبب كل راكب بأحداث مضحكة

## تمثيل
| الممثل            | الشخصية                |
| ----------------- | ---------------------- |
| غانم الصالح       | ابوعلي                 |
| أحمد السلمان      | أبو بدر                |
| إلهام الفضالة     | أم بدر                 |
| أحمد الصالح       |                        |
| ليلى السلمان      | موزة                   |
| هيا الشعيبي       | مليحة                  |
| سلمى سالم         | حليمة                  |
| نواف الشمري       |                        |
| محمد جابر         |                        |
| محمد الصيرفي      |                        |
| أحمد الصالح       | ابوناصر                |
| أحمد العونان      |                        |
| عبد الله الطراروة | علي                    |
| خالد العجيرب      |                        |
| ناديه كرم         |                        |
| عبد الله غلوم     |                        |
| نواف القريشي      |                        |
| بدر البلوشي       |                        |
| أبرار             |                        |
| عبد الرحمن العقل  | الفنان عبدالرحمن العقل |